# David Rodrigo
David Rodrigo (8 de maio de 1968) é um treinador de futebol espanhol.
Comandou a Seleção de Andorra de 1999-2010, e é o técnico que ficou mais tempo no comando dessa seleção.